# Pineville (Arkansas)
Pineville é uma cidade  localizada no estado americano de Arkansas, no Condado de Izard.

## Demografia
Segundo o censo americano de 2000, a sua população era de 246 habitantes.
Em 2006, foi estimada uma população de 252, um aumento de 6 (2.4%).

## Geografia
De acordo com o United States Census Bureau, a localidade tem uma área de 4,6 km², sem área coberta por água. Pineville localiza-se a aproximadamente 203 m acima do nível do mar.

## Localidades na vizinhança
O diagrama seguinte representa as localidades num raio de 24 km ao redor de Pineville.